# Intrusions
Pour les articles homonymes, voir Intrusion.
Pour plus de détails, voir Fiche technique et Distribution.
Intrusions est un film à suspense français réalisé en 2007 par Emmanuel Bourdieu.

## Synopsis
Après avoir mis enceinte Pauline, riche fille de chef d'entreprise, François se retrouve contraint par le père de se marier avec elle, évitant ainsi les ennuis. Ce mariage forcé tourne vite mal : trois mois après, François demande le divorce. Alexis Target, qui travaille sur le chantier de la maison de Pauline, l'entend menacer son mari de mort. Le soir, François meurt dans un accident de voiture. Le jour de l'enterrement, Alexis rejoint Pauline en affirmant qu'il a exaucé son souhait : tuer François. C'est une feinte pour rentrer dans la vie de la jeune femme. Il l'oblige à payer 100 000 €, faute de quoi il la dénoncera à la police. Pendant que Pauline rassemble l'argent (destiné à la femme d'Alexis, Jeanne Target, qui était aussi la maîtresse de François), elle monte une comédie où elle et la servante de la maison inversent leur rôle, une soirée où Jeanne répond à leur invitation. Cette comédie est destinée à faire dire à Jeanne qui elle semble chercher ; elle ignore en fait que François, son amant, est mort, à cause des agissements d'Alexis.

## Fiche technique
- Réalisateur :  Emmanuel Bourdieu
- Scénariste : Emmanuel Bourdieu, Marcia Romano
- Producteur : Gilles-Marie Tiné
- Musique : Grégoire Hetzel
- Société de production : Arcapix, Cinémage 2
- Société de distribution: Rezo Films
- Format : couleur - 1,85 - Dolby - 35 mm

## Distribution
- Natacha Régnier : Pauline de Saché, une riche héritière désireuse de se libérer de la mainmise de son père.
- Denis Podalydès : l'ouvrier qui fait irruption dans la vie de Pauline.
- Amira Casar : Muriel, la bonne de Pauline.
- Jacques Weber : André de Saché, patron de François Lebrun et père de Pauline.
- Éric Elmosnino : François Lebrun, employé d'André et mari de Pauline.
- Françoise Gillard : vendeuse dans une boutique de vêtements.
- Francis Leplay : Maître Pierre Marsac, l'avocat d'André qui tente d'aider Pauline.